# Брессюир (округ)
Брессюир (фр. Bressuire) — округ (фр. Arrondissement) во Франции, один из округов в регионе Пуату — Шаранта. Департамент округа — Дё-Севр. Супрефектура — Брессюир.
Население округа на 2006 год составляло 93 538 человек. Плотность населения составляет 58 чел./км². Площадь округа составляет всего 1623 км².